# Голям листонос
Големите листоноси (Hipposideros diadema), наричани също големи малайски диадемови листоносни прилепи, са вид дребни бозайници от семейство Подковоносови (Rhinolophidae).
Разпространени са в горите на Югоизточна Азия, Нова Гвинея и близките части на Австралия. Достигат маса 34 – 50 грама и размах на крилете 15 – 22 сантиметра. Образуват колонии, наброяващи до няколко хиляди екземпляра, главно в пещери, изоставени минни галерии или сгради. Хранят се предимно с насекоми.